# یواس‌اس هارجراند (ای‌آراس-۳۱)
یواس‌اس هارجراند (ای‌آراس-۳۱) (به انگلیسی: USS Harjurand (ARS-31)) یک کشتی بود که طول آن ۱۸۸ فوت ۶ اینچ (۵۷٫۴۵ متر) بود. این کشتی در سال ۱۹۱۹ ساخته شد.